# جندي أول (رتبة عسكرية)

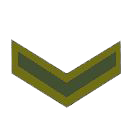

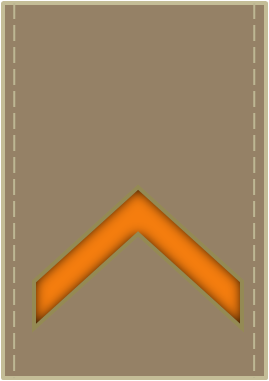
رتبة جندي أول

جندي أول هي رتبة عسكرية أعلى من رتبة جندي وأقل من رتبة عريف ويسمى في بعض البلاد ملازم أول......

## اصل الاسم
اسم أسرة ونسبة عربي. قيل: سميت به لأن جد السرة عمل جندياً في جيش الاحتلال الفرنسي أو الإنكليزي. وقيل: لأنه كان جندياً وطنياً. المهم أن الاسم منسوب مفرد، وهو من غير نسبة جمع لا مفرد له من جنسه. والكلمة فارسية الأصل من كلمة "كُنْد". عربت في زمن عمر بن الخطاب حين أسس ديوان الجند. واشتقوا منه أفعالاً فقالوا: جَنَّدَ، تجنَّدَ.